# Pompholyx sulcata
Pompholyx sulcata är en hjuldjursart som beskrevs av Hudson 1885. Pompholyx sulcata ingår i släktet Pompholyx och familjen Testudinellidae. Arten är reproducerande i Sverige. Inga underarter finns listade i Catalogue of Life.